# Jakob Emanuel Handmann
Jakob Emanuel Handmann (16 d'agost de 1718, Basilea - 3 de novembre de 1781, Berna) fou un pintor suís, conegut com a retratista. Una de les seves obres més famoses és el retrat del cèlebre matemàtic Leonhard Euler, pintat l'any 1753.

## Vida i obra

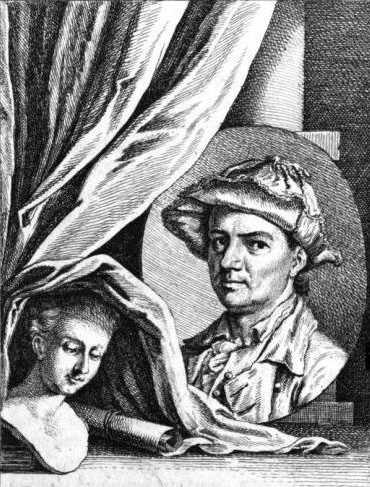
Retrat de Jakob Emanuel Handmann (1770)

Jakob Emanuel Handmann era el novè fill de Johann Jakob Handmann, un forner i després agutzil de Waldenburg, i de la seva dona Anna Maria Rispach. Entre 1735 i 1739 va ser aprenent a Schaffhausen del pintor i estucador Johann Ulrich Schnetzler. Va fer viatges d'estudis a París, Roma i Nàpols. A París va treballar en l'estudi de Jean Restout II, qui va influir en el seu treball. El 1742 Handmann va viatjar per França, i va entrar a treballar en l'estudi del retratista Hörling, amb el qual es va associar. Handmann era gairebé sempre el responsable de pintar els rostres dels clients. A Itàlia va treballar entre altres en els estudis de Marco Benefial i Pierre Subleyras a Roma, dedicat principalment a copiar obres mestres de l'antiguitat clàssica i del renaixement.
El juny de 1746 va tornar a Suïssa, i l'any 1747 es va establir a Basilea, on va obrir el seu propi estudi. Molts dels seus clients eren patricis de la ciutat i de l'àrea de Berna. Gràcies al suport del noble estonià Carl Friedrich von Staal, Handmann es va convertir en membre de l'Accademia Clementina de Bolonya en 1773. Un viatge a Alemanya en 1753 va ser l'última vegada en què va sortir del seu país natiu.
Va ser contemporani i compatriota dels pintors Anton Graff, Jean Preudhomme, Angelika Kauffmann, Johann Jakob Schalch, Johann Caspar Füssli i del seu fill Johann Heinrich Füssli.

## Galeria

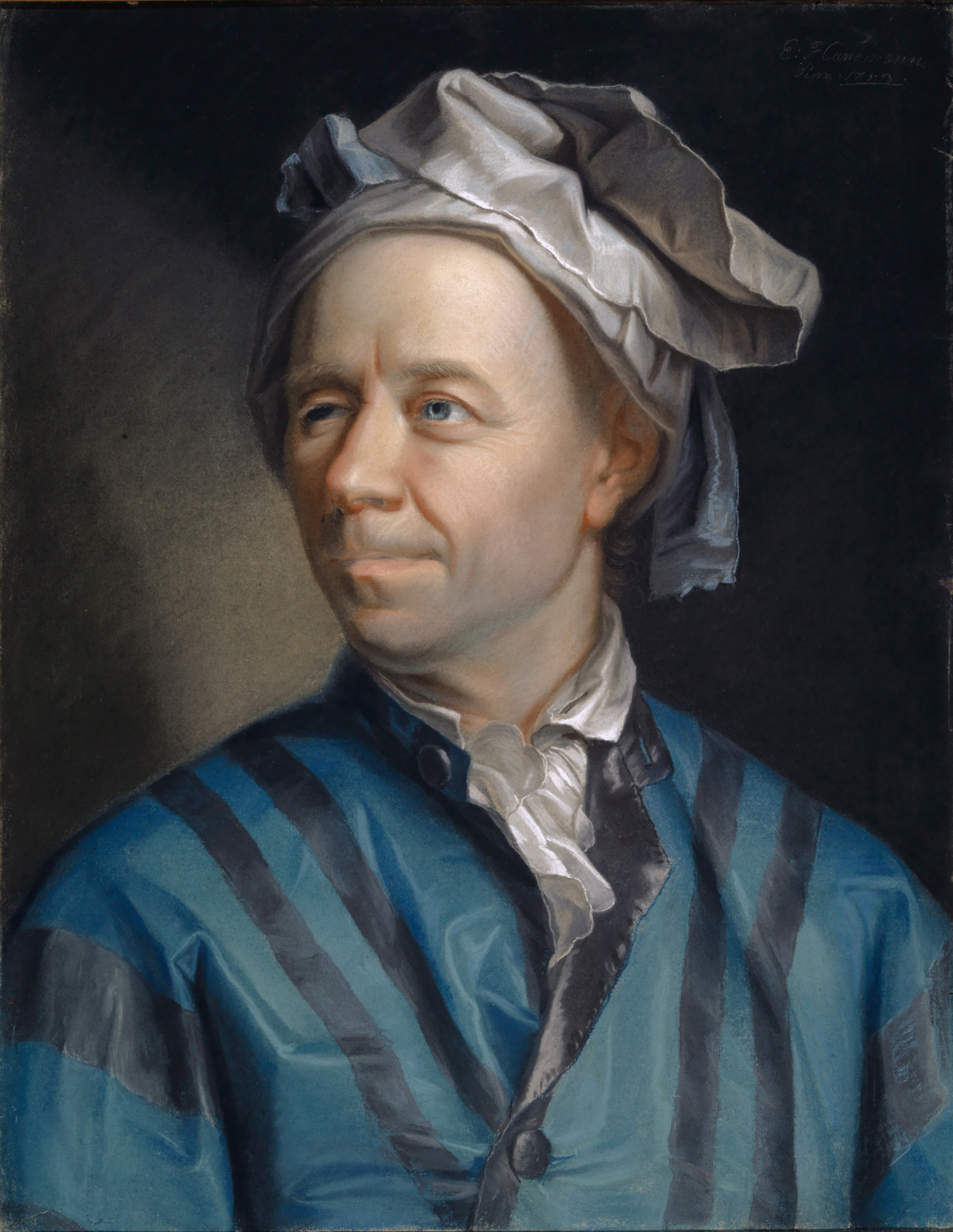
Leonhard Euler, 1753.Kunstmuseum Basel.
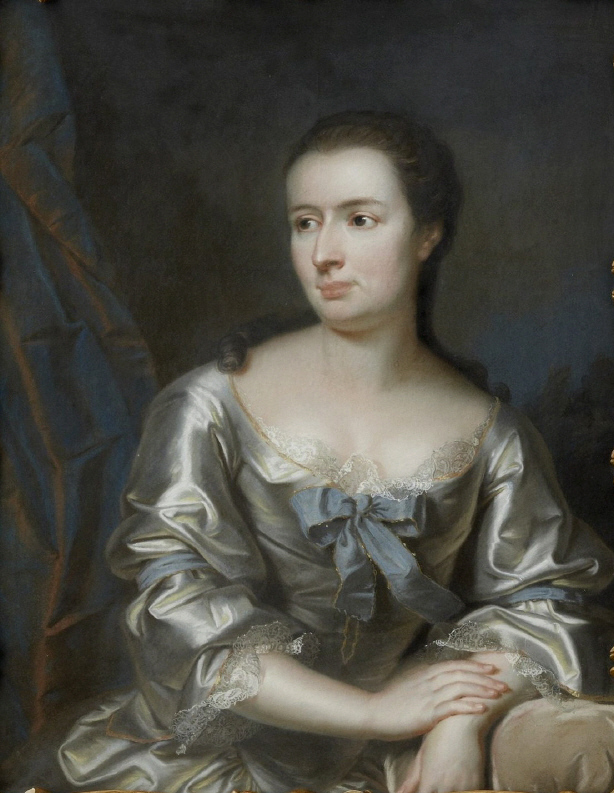
Johanna Margaretha Frisching, 1758 (parent de Franz Rudolf Frisching)
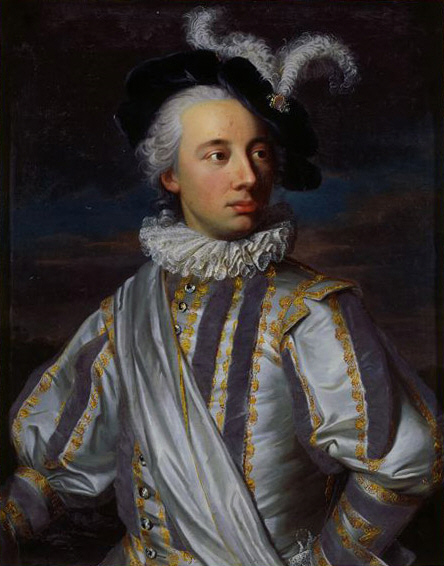
Niklaus von Tscharner, 1755
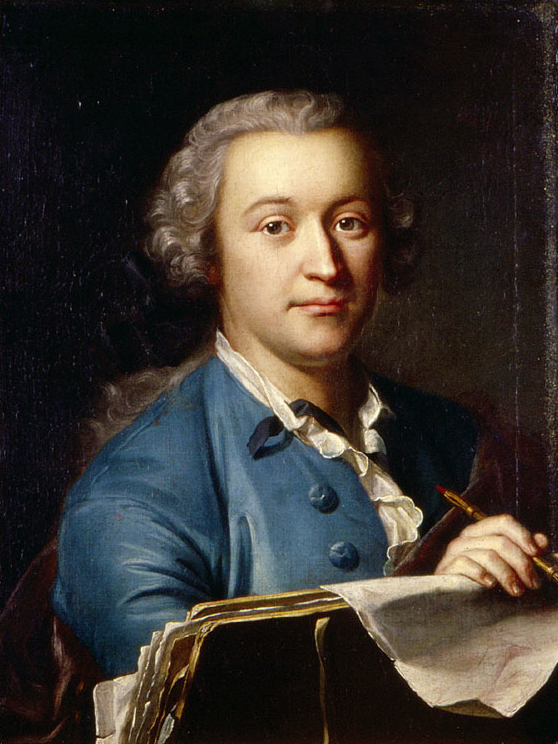
Johann Ludwig Aberli, 1751